# 王守纯
王守纯（1918年5月—1988年4月20日），男，直隶（今河北）乐亭人，中国土壤学家，曾任第三、五、六、七届全国人大代表。